# Persone di nome Louis/Politici
| Questa pagina contiene informazioni ricavate automaticamente dalle voci biografiche con l'ausilio del template Bio e di un bot. L'aggiornamento è periodico e automatico e ricostruisce completamente la pagina. Se manca una persona in questa lista, sei pregato di non aggiungerla, ma accertati piuttosto che la sua voce biografica contenga il template Bio e che i dati anagrafici siano correttamente compilati. Se il template Bio manca, inseriscilo tu stesso o, in alternativa, metti l'avviso {{tmp\|Bio}} che ne segnala la mancanza. Se i dati riportati sono sbagliati, correggi direttamente la voce biografica; le modifiche saranno visibili in questa lista entro pochi giorni. Per chiarimenti vedi il progetto antroponimi. La lista contiene solo le 59 persone che sono citate nell'enciclopedia e per le quali è stato implementato correttamente il template Bio. Pagina aggiornata al 6 ago 2025. |

Questa è una lista di persone presenti nell'enciclopedia che hanno il nome Louis e sono politici.

## A(1)
- Louis Aliot, politico francese (Tolosa, n. 1969)

## B(6)
- Lou Barletta, politico statunitense (Hazleton, n. 1956)
- Louis Lansana Beavogui, politico guineano (Macenta, n. 1923 - Conakry, † 1984)
- Louis Beel, politico olandese (Roermond, n. 1902 - Utrecht, † 1977)
- Louis Botha, politico boero (Greytown, n. 1862 - Pretoria, † 1919)
- Louis Buffet, politico francese (Mirecourt, n. 1818 - Parigi, † 1898)
- Louis Henri Armand Béhic, politico, avvocato e imprenditore francese (Parigi, n. 1809 - Parigi, † 1891)

## C(3)
- Louis de Carné, politico, giornalista e storico francese (Quimper, n. 1804 - Plomelin, † 1876)
- Louis Eugène Cavaignac, politico e generale francese (Parigi, n. 1802 - Flée, † 1857)
- Pantaléon Costa de Beauregard, politico francese (Marlieu, n. 1806 - La Motte-Servolex, † 1864)

## D(8)
- Louis Gerhard De Geer, politico svedese (Finspång, n. 1818 - Hanaskog, † 1896)
- Louis Charles Delescluze, politico, avvocato e giornalista francese (Dreux, n. 1809 - Parigi, † 1871)
- Louis Dubreuilh, politico francese (n. 1862 - † 1924)
- Louis d'Alagon, politico francese (Parigi, † 1605)
- Louis Pierre de Chastenet de Puységur, politico e nobile francese (Rabastens, n. 1727 - Rabastens, † 1807)
- Louis de Guiringaud, politico francese (Limoges, n. 1911 - Parigi, † 1982)
- Louis Henri François de Luzy-Pelissac, politico e generale francese (Miribel, n. 1797 - Roybon, † 1869)
- Louis Marie de Milet de Mureau, politico, generale e nobile francese (Tolone, n. 1751 - Parigi, † 1825)

## F(3)
- Louis de Folleville, politico e magistrato francese (Morainville, n. 1765 - Lisieux, † 1842)
- Luigi Carlo Fraina, politico e sindacalista italiano (Galdo, n. 1892 - New York, † 1953)
- Louis Franck, politico e avvocato belga (Anversa, n. 1868 - Wijnegem, † 1937)

## G(4)
- Louis Gautier, politico francese (Aigre, n. 1810 - Fouqueure, † 1884)
- Louis Girod de Montfalcon, politico francese (Ruffieux, n. 1813 - Chambéry, † 1880)
- Louie Gohmert, politico statunitense (Pittsburg, n. 1953)
- Louis Grech, politico maltese (Ħamrun, n. 1947)

## H(1)
- Louis Powell Harvey, politico statunitense (East Haddam, n. 1820 - Savannah, † 1862)

## I(1)
- Louis Ide, politico belga (Roeselare, n. 1973)

## K(2)
- Louis de Kergorlay, politico, militare e nobile francese (Parigi, n. 1804 - Fosseuse, † 1880)
- Louis Alphonse Koyagialo, politico della Repubblica Democratica del Congo (Yakoma, n. 1947 - Johannesburg, † 2014)

## L(6)
- Louis François Marie Le Tellier de Barbazieux, politico e nobile francese (Barbezieux-Saint-Hilaire, n. 1668 - Versailles, † 1701)
- Louis Legendre, politico francese (Versailles, n. 1752 - Parigi, † 1797)
- Louis Chasteigner de la Roche-Posay conte d'Abain, politico francese (La Roche-Posay, n. 1535 - † 1595)
- Louis Phélypeaux, politico e funzionario francese (n. 1643 - Parigi, † 1727)
- Louis Antoine de Saint-Just, politico, rivoluzionario e giornalista francese (Decize, n. 1767 - Parigi, † 1794)
- Louis le Bègue du Presle Duportail, politico, generale e nobile francese (Pithiviers, n. 1743 - Oceano Atlantico, † 1802)

## M(6)
- Louis Madelin, politico e storico francese (Neufchâteau, n. 1871 - Parigi, † 1956)
- Louis Malvy, politico francese (Figeac, n. 1875 - Parigi, † 1949)
- Louis McLane, politico e avvocato statunitense (Smyrna, n. 1786 - Baltimora, † 1857)
- Louis Michel, politico belga (Tienen, n. 1947)
- Louis Miriani, politico statunitense (n. 1897 - Pontiac, † 1987)
- Louis Mountbatten, politico, ammiraglio e nobile britannico (Frogmore House, n. 1900 - Mullaghmore, † 1979)

## N(1)
- Louis Nels, politico e diplomatico tedesco (Neuerburg, n. 1855 - Neuerburg, † 1910)

## P(5)
- Louis Phélypeaux de La Vrillière, politico e nobile francese (Parigi, n. 1672 - Parigi, † 1725)
- Louis Phélypeaux de Saint-Florentin, politico e nobile francese (Parigi, n. 1705 - Parigi, † 1777)
- Ernest Picard, politico francese (Parigi, n. 1821 - Parigi, † 1877)
- Louis Piccon, politico francese (Nizza, n. 1804 - Nizza, † 1889)
- Louis Pothuau, politico e ammiraglio francese (Parigi, n. 1815 - Parigi, † 1882)

## R(4)
- Louis Ramond de Carbonnières, politico, geologo e botanico francese (Strasburgo, n. 1755 - Parigi, † 1827)
- Louis de Revol, politico francese (Saint Pierre de Paladru, n. 1531 - Parigi, † 1594)
- Louis Riel, politico canadese (Saint Boniface, n. 1844 - Regina, † 1885)
- Louis Rwagasore, politico burundese (Gitega, n. 1932 - Bujumbura, † 1961)

## S(4)
- Louis Saint-Laurent, politico canadese (Compton, n. 1882 - Québec, † 1973)
- Franz Schlegelberger, politico tedesco (Königsberg, n. 1876 - Flensburgo, † 1970)
- Louis Stokes, politico statunitense (Cleveland, n. 1925 - Cleveland, † 2015)
- Napoleon Suchet, politico, militare e nobile francese (Parigi, n. 1813 - Parigi, † 1877)

## T(3)
- Louis Hardouin Tarbé, politico e avvocato francese (Sens, n. 1753 - † 1806)
- Louis Thiroux de Crosne, politico, magistrato e nobile francese (Parigi, n. 1736 - Parigi, † 1794)
- Louis Tobback, politico belga (Lovanio, n. 1938)

## W(1)
- Louis Wigfall, politico e generale statunitense (Edgefield, n. 1816 - Galveston, † 1874)